# Biblioteca Louis Notari
La Biblioteca Louis Notari (in lingua francese: Bibliothèque Louis Notari) è la biblioteca nazionale del Principato di Monaco. La biblioteca venne fondata nel 1925 ed ha un fondo di oltre 400.000 libri.
La biblioteca è stata intitolata in onore dello scrittore monegasco Louis Notari.